# Heer Oudelands Ambacht

Gemeentewapen

Heer-Oudelands-Ambacht is een wijk in de gemeente Zwijndrecht.

## Geschiedenis
Hendrik van Brederode wilde in 1331 de Zwijndrechtse Waard inpolderen en deed daartoe een oproep om de financiering daarvan rond te krijgen. Ieder die minimaal 1/16 aandeel van de kosten van de nieuwe waard voor zijn rekening zou nemen, zou de titel Ambachtsheer van een gedeelte van de waard krijgen. De acht personen die daarop reageerden waren: Heer Schobbeland van Zevenbergen, die het gebied rond het huidige Zwijndrecht verkreeg; N van de Lindt, naar wie de Groote en Kleine Lindt zijn genoemd; Heer Oudeland, naar wie Heer Oudelands Ambacht is genoemd; Jan van Roozendaal, die Heerjansdam verkreeg; Daniel en Arnold van Kijfhoek; Claes van Meerdervoort; Adriaan van Sandelingen, die Sandelingen-Ambacht verkreeg en ten slotte Zeger van Kijfhoek, wiens zoon Hendrik Ido ambachtsheer werd.
Tussen 1817 en 1857 was Heer-Oudelands-Ambacht een op zichzelf staande gemeente. Na invoering van de Gemeentewet werden vele kleine gemeenten gecombineerd. Vanaf 13 juni 1857 vormden Groote Lindt, Heer-Oudelands-Ambacht en Kijfhoek de gemeente Groote Lindt. Bij wet van 28 juni 1881 ging Groote Lindt op in Zwijndrecht.